# Copa de Lituania 2015-16
La Copa Lituania de Fútbol 2015-16 es la edición número 27 del torneo de Copa en Lituania. El torneo arrancó el 11 de julio de 2015 con la fase previa a eliminación directa.

## Quinta Ronda
Octavos de Final
|  | FK Trakai (1) | 3 - 0 | FK Kruoja Pakruojis (2) |  |  |

- - Partido otorgado por decisión 3-0**

| 29 de septiembre de 2015 | FK Prelegentai Vilnius (3) | 0 - 8 | FK Utenis Utena (1)                                                                                         | Estadio LFF, Vilna                                       |                                                          |
|                          |                            |       | 38' 88' Vereshchak · 48' 69' Mastianica · 75' Krasnovskis · 76' Vainoras · 86' Trachinski · 90' Freidgeimas | Asistencia: 100 espectadores Árbitro(s): Darius Petraška | Asistencia: 100 espectadores Árbitro(s): Darius Petraška |

| 29 de septiembre de 2015 | SK Taškas Gargždai | 1 - 4 | Kauno Žalgiris                                         | Estádio Gargždų, Gargždai                                 |                                                           |
|                          | Vijeikis 29'       |       | 32' Mickevičius · 64' Dedura · 72' Daukša · 90' Rekish | Asistencia: 200 espectadores Árbitro(s): Mindaugas Jackus | Asistencia: 200 espectadores Árbitro(s): Mindaugas Jackus |

| 29 de septiembre de 2015 | FK Atlantas Klaipėda | 4 - 0 | FK Šiauliai | Klaipedos Centrinis Stadionas, Klaipėda                  |  |
|                          |                      |       |             | Asistencia: 200 espectadores Árbitro(s): Robertas Šmitas |  |

|  |  | vs. |

|  |  | vs. |

|  |  | vs. |

|  |  | vs. |

## Etapas finales

### Cuartos de final

#### Žalgiris v Kauno Žalgiris
| 20 de octubre de 2015 | FC Žalgiris                                                     | 5-0 (3:0) | Kauno Žalgiris | Estadio LFF, Vilna                                            |                                                               |
|                       | Nyuiadzi 15' · Kuklys 29' · Švrljuga 42' · Lucas Gaúcho 59' 69' |           |                | Asistencia: 200 espectadores Árbitro(s): Gediminas Macevičius | Asistencia: 200 espectadores Árbitro(s): Gediminas Macevičius |

| 3 de noviembre de 2015 | Kauno Žalgiris               | 2-7 (1:3) | FC Žalgiris                                                                              | Estadio S. Darius y S. Girėnas, Kaunas |                              |
|                        | Rekish 30' · Krusnauskas 53' |           | 4' Romanovskij · 13' Jankauskas · 18' Nyuiadzi · 48' Elivelto · 54' 58' 71' Lucas Gaúcho | Asistencia: 200 espectadores           | Asistencia: 200 espectadores |

#### FC Stumbras v Utenis Utena
|  |  | vs. |

|  |  | vs. |

#### Atlantas v Trakai
|  |  | vs. |

|  |  | vs. |

#### Süduva v Lietava
|  |  | vs. |

|  |  | vs. |

### Semifinales

#### Žalgiris v FC Stumbras
| 12 de abril de 2016 | FC Žalgiris    | 1-1 (0:0) | FC Stumbras | Estadio LFF, Vilna |  |
|                     | Pilibaitis 90' |           | 67' Russo   |                    |  |

| 24 de abril de 2016 | FC Stumbras | 0-2 (0:1) | FC Žalgiris   | Darius and Girėnas Stadium, Kaunas |  |
|                     |             |           | 32' 83' Lukša |                                    |  |

#### FK Trakai v FK Sūduva
| 13 de abril de 2016 | FK Trakai | vs. | FK Sūduva | Estadio LFF, Vilna |  |

| 23 de abril de 2016 | FK Sūduva | vs. | FK Trakai | ARVI Football Arena, Marijampolė |  |

- Datos: Q20064554